# Геращенко Ірина Ігорівна
Іри́на Ігорівна Гера́щенко — українська стрибунка у висоту, бронзова призерка Олімпійських ігор 2024 року, бронзова призерка чемпіонату Європи 2024 року та срібна призерка чемпіонату Європи в приміщенні 2021 року. Заслужений майстер спорту України (2024).

## Біографія та кар'єра
Дебютувала на міжнародній арені у 2011 році на молодіжному чемпіонаті світу, де посіла друге місце з результатом 1,87 м.
У 2013 році на чемпіонаті України стала другою з результатом 1,92 м. Чемпіонка України в приміщенні 2014 року.
У 2016 році на Олімпіаді в Ріо-де-Жанейро посіла 10-е місце.
10 червня 2019 року перемогла на турнірі International Pfingstsportfest у Рьолінген-Сірсбурзі (Німеччина) з результатом 1,99 м. 10 вересня 2019 року посіла друге місце у матчі Європа — США у Мінську з результатом 1,98 м, поступившись Юлії Левченко (2,02 м).
На Олімпійських іграх 2020 року в Токіо вона посіла четверте місце з результатом 1,98 м.
На чемпіонаті Європи з легкої атлетики в приміщенні 2021 року, який проходив у Торуні, Ірина здобула срібну медаль з результатом 1,98 метра.
4 серпня 2024 року разом з австралійкою Елеанор Паттерсон стала бронзовою призеркою Олімпійських ігор у Парижі з результатом 1,95 метра

## Основні досягнення
| Рік  | Чемпіонат                                          | Місце проведення           | Місце  | Результат |
| ---- | -------------------------------------------------- | -------------------------- | ------ | --------- |
| 2011 | Чемпіонат світу серед юнаків                       | Лілль, Франція             | 7      | 1.87 м    |
| 2012 | Чемпіонат світу серед юніорів                      | Барселона, Іспанія         | 2      | 1.85 м    |
| 2013 | Чемпіонат Європи в приміщенні                      | Гетеборг, Швеція           | 16 (q) | 1.85 м    |
| 2013 | Чемпіонат Європи серед юніорів                     | Рієті, Італія              | 3      | 1.84 м    |
| 2014 | Чемпіонат світу в приміщенні                       | Сопот, Польща              | 10 (q) | 1.92 м    |
| 2014 | Чемпіонат світу в приміщенні                       | Юджин, США                 | 5      | 1.85 м    |
| 2014 | Чемпіонат Європи                                   | Цюрих, Швейцарія           | 20 (q) | 1.85 м    |
| 2015 | Чемпіонат Європи в приміщенні                      | Прага, Чехія               | 10 (q) | 1.91 м    |
| 2015 | Чемпіонат Європи серед молоді                      | Таллінн, Естонія           | 3      | 1.87 м    |
| 2015 | Чемпіонат світу                                    | Пекін, Китай               | 23 (q) | 1.85 м    |
| 2016 | Чемпіонат Європи                                   | Амстердам, Нідерланди      | 18 (q) | 1.85 м    |
| 2016 | Олімпійські ігри                                   | Ріо-де-Жанейро, Бразилія   | 10     | 1.93 м    |
| 2017 | Чемпіонат Європи серед молоді                      | Бидгощ, Польща             | 2      | 1.92 м    |
| 2017 | Чемпіонат світу                                    | Лондон, Велика Британія    | 13 (q) | 1.89 м    |
| 2018 | Чемпіонат світу в приміщенні                       | Бірмінгем, Велика Британія | 7      | 1.84 м    |
| 2019 | Чемпіонат Європи в приміщенні                      | Глазго, Велика Британія    | 5      | 1.94 м    |
| 2019 | Rehlingen Internationales Pfingstsportfest Meeting | Релінґен, Німеччина        | 1      | 1.99 м    |
| 2019 | Всесвітні Ігри серед військовослужбовців           | Ухань, Китай               | 3      | 1,90 м    |
| 2021 | Чемпіонат Європи в приміщенні                      | Торунь, Польща             | 2      | 1,98 м    |
| 2021 | Олімпійські ігри 2020                              | Токіо, Японія              | 4      | 1,98 м    |
| 2022 | Чемпіонат світу в приміщенні                       | Белград, Сербія            | 5      | 1,92 м    |
| 2022 | Чемпіонат світу                                    | Юджин, США                 | 4      | 2,00 м PB |
| 2022 | Чемпіонат Європи                                   | Мюнхен, Німеччина          | 5      | 1,93 м    |
| 2023 | Чемпіонат світу                                    | Будапешт, Угорщина         | 5      | 1,94 м    |
| 2024 | Чемпіонат Європи                                   | Рим, Італія                | 3      | 1,95 м    |
| 2024 | Олімпійські ігри 2024                              | Париж, Франція             | 3      | 1,95 м    |

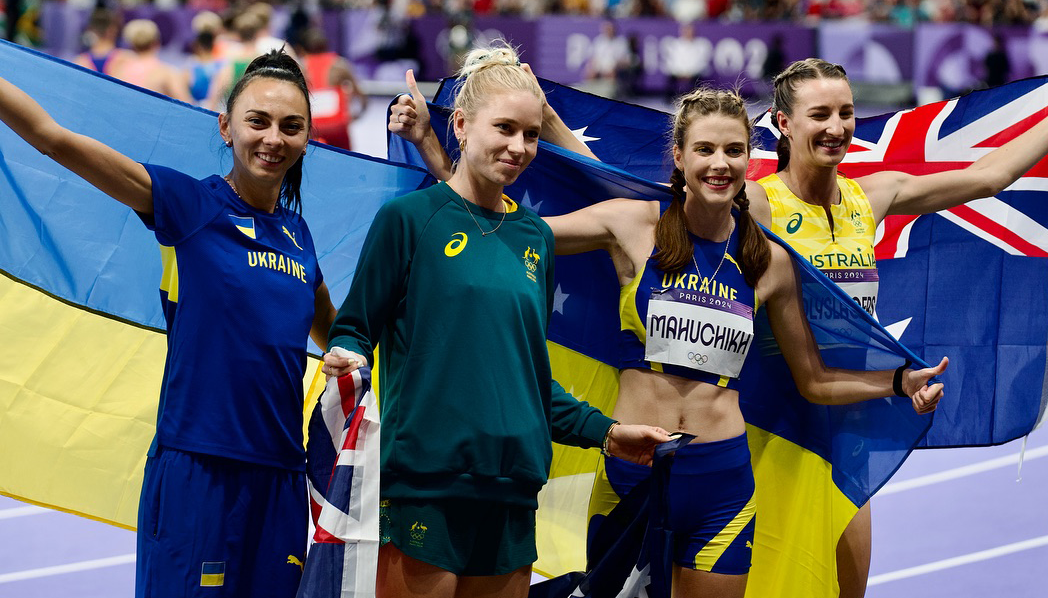
Ірина Геращенко, Елеанор Паттерсон, Ярослава Магучіх, Нікола Оліслагерс на літніх Олімпійських іграх 2024 — стрибки у висоту

7 серпня 2021 у фіналі Олімпійських ігор в Токіо
у стрибках у висоту зустрілись три українські легкоатлетки
Ірина Геращенко (4 місце, 1,98м), Юлія Левченко та Ярослава Магучіх.

## Державні нагороди
- Орден княгині Ольги II ст. (23 серпня 2024) — За досягнення високих спортивних результатів на ХХХІІІ літніх Олімпійських іграх у місті Парижі (Французька Республіка), виявлені самовідданість та волю до перемоги, утвердження міжнародного авторитету України.[9]
- Орден княгині Ольги III ст. (1 жовтня 2019) — За досягнення високих спортивних результатів на XXX Всесвітній літній Універсіаді у м. Неаполі (Італійська Республіка), виявлені самовідданість та волю до перемоги, піднесення міжнародного авторитету України [10]